# سوسهاب
سوسهاب یک روستا در ایران است که در بخش مرکزی شهرستان خلخال واقع شده‌است.